# Lance Deal
Lance Deal (ur. 21 sierpnia 1961 w Riverton w stanie Wyoming) – amerykański lekkoatleta, młociarz, czterokrotny olimpijczyk (1988, 1992, 1996, 2000).

## Sukcesy
- 3. miejsce podczas Pucharu świata (Hawana 1992)
- 2 medale Igrzysk Dobrej Woli (złoto – Petersburg 1994 i srebro – Nowy Jork 1998)
- 2 złote medale Igrzysk Panamerykańskich (Mar del Plata 1995 i Winnipeg 1999)
- srebro Igrzysk olimpijskich (Atlanta 1996)
- zwycięstwo w Finale Grand Prix IAAF (Mediolan 1996)

## Rekordy życiowe
- Rzut młotem – 82.52 (1996) najlepszy wynik na świecie w 1996, rekord Ameryki Północnej do 2021 roku[1][2]
- Rzut ciężarkiem – 25,86 (1995) do 2024 roku najlepszy wynik w historii światowej lekkoatletyki[3]